# 維什涅韋 (諾索夫卡區)
50°44′6″N 31°44′42″E / 50.73500°N 31.74500°E
維什涅韋（烏克蘭語：Вишневе），是烏克蘭北部的村莊，隸屬切爾尼希夫州的尼任區。該村始建於1927年，面積0.56平方公里，海拔高度135米，2001年人口45，人口密度每平方公里80.21人。